# La espera (cuento)
“La espera” es un cuento del escritor argentino Jorge Luis Borges. Fue publicado por primera vez en La Nación, en 1950, y en 1952 fue incorporado al libro de cuentos El aleph, editado por Losada.
“La espera” trata sobre un hombre de pasado oscuro que sabe que lo buscan  para matarlo. El cuento está escrito con una abundancia de símbolos, de sutilezas que permiten ir conociendo los pensamientos y actos del protagonista (que asume el nombre Villari, que es el de su perseguidor). Borges no dice lo que Villari hizo para ser perseguido, tampoco da a conocer su nombre verdadero. Lo que importa es la espera, la llegada de la muerte.

## Argumento
Un hombre desciende de un taxi en el 4004 de una calle del noroeste de una ciudad, que puede ser Buenos Aires por la presencia de plátanos. En la calle hay una farmacia de nombre Breslauer (el narrador acota que los judíos han desplazado a los italianos, como estos a los criollos). Con un baúl entra a la pensión donde se alojará. La dueña lo acompaña hasta el primer piso, donde está su cuarto. En la pieza, hay una cama ornamentada con ramas y pámpanos, un estante con libros a ras del piso, empapelado carmesí con pavos reales, lavatorio con un botellón de vidrio.
La dueña le pregunta el nombre. Responde que es Villari. No le ha dado su nombre real, sino el de su perseguidor, el hombre que lo busca para matarlo. Durante días, no sale de la pieza. Cuando lo hace, va a un cine que está a tres cuadras. Mira películas de hampones, siempre sentado en la última fila y dejando la butaca antes de que las luces vuelvan a encenderse. Villari tiene un revólver, es italiano, sus pensamientos son los de un arrepentido por algún acto que cometió. En la pensión vive un viejo perro lobo del que se hace amigo y al que le habla en castellano, italiano y en el dialecto de su infancia. 
Cuando duerme, sueña que toma el revólver que ha puesto en la mesa de luz y dispara sobre sus enemigos, que han entrado al cuarto. Todas las noches, tiene el mismo sueño. Una mañana despierta con ruidos extraños en la casa. Escucha que ha llegado gente. Se queda expectante. Al abrirse la puerta de su cuarto, ve que Alejandro Villari lo ha encontrado. Lo acompaña un desconocido. Le hace un gesto pidiéndoles que esperen. Se da vuelta en la cama, hacia la pared, como si estuviera durmiendo. Quizás esté imaginando que es sueño cuando las balas lo borran.